# Uvaria caroli-afzelii
Uvaria caroli-afzelii är en kirimojaväxtart som beskrevs av Robert Elias Fries. Uvaria caroli-afzelii ingår i släktet Uvaria och familjen kirimojaväxter. Inga underarter finns listade i Catalogue of Life.